# L'Oréal
De L'Oréal Groep is een Frans beursgenoteerd bedrijf dat actief is in cosmetica en schoonheidsverzorging. De nadruk ligt op haarkleur, huidverzorging, zonbescherming, make-up, parfums en eau de toilette en haarverzorging. Het hoofdkantoor staat in Clichy bij Parijs.

## Geschiedenis
In 1909 begon Eugène Paul Louis Schueller, een Franse chemicus, met de ontwikkeling van kleurspoelingen voor het haar. De producten werden in eigen locaties gemaakt en verkocht aan kapperszaken in Parijs. Op 31 juli 1919 liet hij zijn bedrijf registreren, Société Française de Teintures Inoffensives pour Cheveux, maar later werd de naam gewijzigd in L'Oréal.
In 1995 versterkte L'Oréal zijn positie in de Verenigde Staten met de overname van Maybelline. Het Franse cosmeticaconcern betaalde US$ 660 miljoen inclusief een schuld van US$ 150 miljoen van Maybelline. Na de overname heeft L'Oréal in de Verenigde Staten een marktaandeel van 28% procent, al blijft Procter & Gamble de grootste speler in de markt.
In 2006 kocht L'Oréal de 'natuurlijke' cosmeticaketen The Body Shop voor 950 miljoen euro.
In 2023 neemt L'Oréal het cosmeticamerk Aesop over van Natura & Co, het Braziliaanse moederbedrijf van The Body Shop, voor 2,5 miljard dollar of 2,3 miljard euro gemoeid. Dit is de grootste overname in de geschiedenis van L'Oréal. Het Australische cosmeticamerk werd in 1987 opgericht door Dennis Paphitis. Aesop heeft wereldwijd zo'n 400 winkels en boekte in 2022 een omzet van bijna 500 miljoen euro. De transactie moet nog worden goedgekeurd door de mededingingsautoriteiten.
In augustus 2024 kocht het een aandelenbelang van 10% in het Zwitserse bedrijf Galderma. Galderma was in 1981 opgezet als een joint venture met Nestlé, maar in 2014 verkocht L'Oreal het 50% belang. Voor L'Oreal is dit een uitbreiding met in injecteerbare producten, zoals botox en fillers, naast andere huidverzorgingsproducten. Afgaande van de beurswaarde van Galderma was de overnamesom ongeveer 1,6 miljard Zwitserse frank.

## Aandeelhouders
De aandelen van het bedrijf staan op de beurs van Parijs genoteerd. Het bedrijf maakt onderdeel uit van de CAC 40 aandelenindex. Per jaareinde 2022 waren de twee grootste aandeelhouders de familie Bettencourt Meyers met een belang van 35% en het Zwitserse bedrijf Nestlé met 20%. In december 2021 verkocht Nestlé een klein deel van het aandelenbelang, Nestlé stootte 22,3 miljoen aandelen af en ontving hiervoor 8,9 miljard euro.

## Activiteiten
L'Oréal is actief op het gebied van de ontwikkeling, productie en verkoop van cosmetica en schoonheidsverzorging. De omzet van circa 38 miljard euro per jaar wordt in gelijke delen behaald in de drie grote regio's West-Europa, Noord-Amerika en Noord-Azië die tezamen bijna 90% van de totale omzet genereren. Het bedrijf telt 38 fabrieken en de brutowinstmarge was in 2022 ruim 70%. Reclame en promotie is veruit de grootste kostenpost en bedroeg in 2022 zo'n 30% van de omzet. In 2022 besteedde het bedrijf 1,1 miljard euro aan de ontwikkeling van nieuwe producten, dat is iets minder dan 3% van de omzet. Ruim 4000, van de in totaal 88.000, medewerkers houden zich bezig met onderzoeksactiviteiten.
Het hoofdkantoor staat in Clichy, Frankrijk. Het Nederlandse hoofdkantoor staat in Hoofddorp en de Belgische vestiging bevindt zich in Brussel dicht bij het Noord Station
L'Oréal taxeert de wereldwijde markt waarin het actief is op zo'n US$ 250 miljard. Hierin heeft het bedrijf een marktaandeel van 15%. Op de nummers twee tot en met vier staan achtereenvolgens Unilever, Estee Lauder en Procter & Gamble.

### Merken
De volgende merken heeft de L'Oréal Groep in zijn bezit.

### Consumentenproducten
- L'Oréal Paris
- Garnier
- Maybelline New York
- SoftSheenCarson
- Essie
- NYX Professional Makeup

### Professionele producten
- Kérastase
- L'Oréal Professionnel
- Matrix
- Mizani
- Redken
- Shu Uemura Art of Hair
- Inoa
- Majirel

### Luxe producten
- Biotherm
- Cacharel
- Diesel Parfum
- Giorgio Armani Parfum and Cosmetics
- Guy Laroche
- Helena Rubinstein
- Kiehl's Since 1851
- Lancôme
- Maison Martin Margiela Parfum
- Paloma Picasso
- Ralph Lauren Fragrances
- Viktor & Rolf Parfum
- Yves Saint Laurent Beauté
- Urban Decay
- Clarisonic

### Actieve cosmeticaproducten
- La Roche-Posay
- Innéov
- Roger & Gallet
- SkinCeuticals
- Sanoflore
- Vichy

## Reclameleuzen
- De wereldberoemde reclameslagzin van L'Oréal Paris "Because I'm worth it" (Omdat ik het waard ben) werd in 2005 vervangen door "Because you're worth it" (Omdat je het waard bent). De eerste slagzin wordt echter nog steeds gebruikt in bepaalde promotiemiddelen.
- De reclameslagzin voor Maybelline is "Maybe she's born with it. Maybe it's Maybelline" (Misschien is ze ermee geboren, misschien is het Maybelline). Die van L'Oréal Professionnel is "Bij de beste kappers van de wereld"

## Bekende gezichten
- Een van de "gezichten" van L'Oréal Paris is het Nederlandse model Doutzen Kroes.
- Ook Sylvie van der Vaart tekende in 2010 een contract met L'Oréal; zij werd het gezicht van de kapperslijn L’Oréal Professionnel.
- Actrice Julia Roberts maakte wereldwijd met haar glimlach haar debuut als het nieuwe gezicht van Lancôme.
- Gerard Butler werd het nieuwe gezicht van de herenlijn L'Oréal Men Expert.